# Fineza Eusébio
Fineza Eusébio, née le 18 juillet 1990 à Luanda, est une joueuse angolaise de basket-ball.

## Biographie
Elle remporte la médaille d'argent aux Jeux africains de 2011 et la médaille de bronze aux Jeux africains de 2015.
Elle est championne d'Afrique en 2011 et en 2013.
Originellement dans l'effectif angolais du Championnat d'Afrique féminin de basket-ball 2021 en tant que capitaine, elle doit déclarer forfait étant  testée positive au Covid-19.
Elle évolue en club au Primeiro de Agosto.